# Carole Susan
Stephina (Carole) Susan (geboren Amsterdam, 16 augustus 1917) was een Nederlands zangeres.
Ze was dochter van dirigent Julius Susan en Stephina van Schaik. Ze werd grotendeels opgevoed door haar stiefmoeder Willy Luers.
Haar ouders Susan en Luers zagen een loopbaan in de muziek niet zitten. Carole doorliep daarop de HBS en werd secretaresse op kantoor. Toch ging haar liefde uit naar zang en ze solliciteerde bij de VARA; Benedict Silberman zag het wel zitten en ze ging meezingen in de The Novelty Sisters, waar ook Cobi Schreijer zong.
In een periode in Frankrijk verdiepte zij zich in Franse chansons, verder verdiepte ze zich in de Jiddische taal. In 1945 trad ze op met Herbert Perquin onder de vlag van The Sing-Song Shop. In 1947 zong ze tijdens een tournee van Sylvain Poons en Max Tailleur in Nederlands-Indië. In 1948/1949 maakte ze deel uit van het programma Zeg..Hee van Theater Plezier van Floris Meslier waaraan ook Toon Hermans en Wiesje Bouwmeester meewerkten. In die jaren was ze regelmatig op de Nederlandse radio te horen, zoals op 6 augustus 1950 in het cabaretprogramma Triangel van Wim Ibo en Han Beuker.
In juni 1953 trouwde ze wonende aan de Amstelkade 73 met Albertus Meindert Smit van de Vijzelstraat 9. Het jaar daarop verdween ze van de podia.